# Guayabal (Venezuela)
Pour les articles homonymes, voir Guayabal.
Guayabal est une ville de l'État de Guárico au Venezuela, capitale de la paroisse civile de Guayabal et chef-lieu de la municipalité de San Gerónimo de Guayabal. Sa population est estimée à 11 000 habitants[réf. nécessaire].

## Sources
- (es) Cet article est partiellement ou en totalité issu de l’article de Wikipédia en espagnol intitulé « Guayabal (Venezuela) » (voir la liste des auteurs).